# Зендане
Зендане (перс. زندانه) — село в Ірані, у дегестані Їлакі-є-Арде, у бахші Паре-Сар, шагрестані Резваншагр остану Ґілян. За даними перепису 2006 року, його населення становило 31 особу, що проживали у складі 7 сімей.

## Клімат
Середня річна температура становить 8,60 °C, середня максимальна – 24,03 °C, а середня мінімальна – -8,52 °C. Середня річна кількість опадів – 373 мм.
| Клімат поселення                              | Клімат поселення | Клімат поселення | Клімат поселення | Клімат поселення | Клімат поселення | Клімат поселення | Клімат поселення | Клімат поселення | Клімат поселення | Клімат поселення | Клімат поселення | Клімат поселення | Клімат поселення |
| Показник                                      | Січ.             | Лют.             | Бер.             | Квіт.            | Трав.            | Черв.            | Лип.             | Серп.            | Вер.             | Жовт.            | Лист.            | Груд.            |                  |
| Середній максимум, °C                         | 3,40             | 4,06             | 6,32             | 12,76            | 18,06            | 22,22            | 24,03            | 23,69            | 19,72            | 15,90            | 10,52            | 4,90             |                  |
| Середня температура, °C                       | −2,57            | −1,89            | 0,35             | 6,80             | 12,11            | 16,27            | 19,59            | 19,25            | 15,28            | 11,46            | 6,09             | 0,47             |                  |
| Середній мінімум, °C                          | −8,52            | −7,84            | −5,62            | 0,86             | 6,16             | 10,31            | 15,16            | 14,82            | 10,85            | 7,04             | 1,65             | −3,97            |                  |
| Норма опадів, мм                              | 30               | 32               | 48               | 53               | 46               | 19               | 13               | 12               | 23               | 36               | 28               | 33               |                  |
| Середньомісячна швидкість вітру, м/с          | 2.04             | 2.51             | 2.63             | 2.73             | 2.20             | 2.01             | 2.17             | 2.12             | 1.87             | 1.94             | 2.22             | 2.00             |                  |
| Середньомісячна сонячна радіація, кДж/м²·день | 7276             | 9863             | 12296            | 16253            | 19997            | 23083            | 23392            | 20199            | 17336            | 12311            | 8934             | 6926             |                  |
| --------------------------------------------- | ---------------- | ---------------- | ---------------- | ---------------- | ---------------- | ---------------- | ---------------- | ---------------- | ---------------- | ---------------- | ---------------- | ---------------- | ---------------- |
| Джерело:                                      |                  |                  |                  |                  |                  |                  |                  |                  |                  |                  |                  |                  |                  |